# طوطیچه بال‌آبی
طوطیچه بال‌آبی (نام علمی: Forpus xanthopterygius) نام یک گونه از سرده طوطیچه‌ها است.